# Nemesia sinensis
Nemesia sinensis là một loài nhện trong họ Nemesiidae.
Nemesia sinensis được miêu tả năm 1901 bởi Pocock.